# Hidekatsu Shibata
Hidekatsu Shibata (柴田 秀勝 Shibata Hidekatsu?) (Tokio, 25 de marzo de 1937) es un seiyū japonés afiliado actualmente en Aoni Production. Fue compañero de clase de Yasuo Fukuda en la secundaria Azabu. En la actualidad está casado con la actriz Akino Sekine.
Shibata es conocido principalmente por sus roles del Barón Ashura (Mazinger Z), Kenzō Kabuto (Great Mazinger), El conde Mecha (Galaxy Express 999), el General Shadow (Kamen Rider Stronger) y finalmente Monkey D. Dragon en One Piece, Hiruzen Sarutobi en Naruto, el Führer King Bradley en las dos series de Fullmetal Alchemist e Igneel en Fairy Tail.

## Roles de voz

### Series de Anime
- Angel Beats! (Computer Technician)
- Armored Trooper Votoms (Wiseman)
- Arrow Emblem Grand Prix no taka (Takagi Todoroki)
- Candy Candy (Duque de Grandchester/Padre de Terry)
- City Hunter '91 (Kenny)
- D.Gray-man (Samo Han Wong)
- Devilman (Zenon)
- Dororon Enma-kun (Enma-Daiō)
- Detective Conan (Toji Samezaki)
- Bakugan: Gundalian Invaders (Nurzak) (doblaje japonés)
- Danganronpa 3: The End of Kibougamine Gakuen (Kazuo Tengan)
- Dragon Ball (Rey Chapa)
- Dragon Ball GT (Il Shenron, Yi Xing Long)
- Dragon Quest (Wizard Moore)
- Daiku Maryu Gaiking (professor Daimonji)
- Entaku no Kishi Monogatari Moero Arthur (Uther)
- Ergo Proxy (Husserl)
- Danganronpa 3: The End of Kibougamine Gakuen - Mirai-hen (Kazuo Tengan)
- Fairy Tail (Narrador, Igneel)
- Flame of Recca (Meguri Kyouza)
- Fullmetal Alchemist (Führer King Bradley/Pride)
- Fullmetal Alchemist: Brotherhood (Führer King Bradley/Wrath)
- Galaxy Express 999 (Conde Mecha)
- Gate Keepers (Conde Akuma)
- Ginga: Nagareboshi Gin (Bill)
- Great Mazinger (Kenzō Kabuto)
- Heat Guy J (Lorenzo Leonelli)
- Heavy Metal L-Gaim (Sai Quo Addar)
- Jigoku Shōjo (la Araña)
- Kekkai Sensen (Raju Jugei Shizuyoshi)
- Killing Bites (Yōzan Mikado)
- Kino no Tabi -the Beautiful World- (Regal, ep 1)
- Magi: The Labyrinth of Magic (Amon)
- Mazinger Z (Baron Ashura)
- Naruto (Hiruzen Sarutobi)
- Nichijou (Melon Bread)
- One Piece (Monkey D. Dragon, Calgara, Cobra)
- Samurai Champloo (Heitarou Kawara)
- Seisho Monogatari (Dios)
- Shōwa Genroku Rakugo Shinjū (Presidente de la Asociación de Rakugo)
- Star Driver: Kagayaki no Takuto (Ikurou Tsunashi)
- Space Adventure Cobra (Lord Salamander)
- Space Carrier Blue Noah (Satoshi Tsuchikado)
- Space Pirate Captain Harlock (Commander Kiruta, Narration)
- Saint Seiya (Guilty)
- Saint Seiya Omega (Marte)
- Shaman King (Tao Ching)
- Space Dandy (Judge)
- Tentai Senshi Sunred (General Hengel)
- Texhnolyze (Hirohisa Goto)
- Tiger Mask (Mr. X)
- Transformers: Super-God Masterforce (Devil Z)
- Toshinden Subaru (Genma)
- Wakusei Robo Dangaurd A (Dantetsu Ichimonji)
- Warau Salesman (Roles Diversos)

### OVA
- Legend of the Galactic Heroes (Gregor von Mückenberger)
- Mazinkaiser (Barón Ashura) (Voz masculina)
- Slayers Special (Goldias)
- Gate Keepers 21 (Count Akuma)
- Guyver (Richard Guyot)
- Fatal Fury: Legend of the Hungry Wolf (Geese Howard)
- Fatal Fury 2: The New Battle (Geese Howard)

### Películas
- El tiempo contigo (Kannushi)
- Cowboy Bebop: Knockin' on Heaven's Door (Colonel)
- Doraemon: Nobita no uchū kaitaku-shi (Gillermin)
- Fatal Fury: The Motion Picture (Geese Howard)
- Felidae (Pascal/Claudandus)
- Fullmetal Alchemist the Movie: Conqueror of Shamballa (Mabuse/Fritz Lang)
- Hans Christian Andersen's The Little Mermaid (King of the Mermaid)
- Kinnikuman Great Riot! Justice Superman  (Black Emperor)
- Kinnikuman Crisis in New York! (Akuma Shogun)
- Locke the Superman (Professor Ramses)
- Lupin III: Mystery of Mamo (Special Agent Gordon)
- Mobile Suit Gundam III: Encounters in Space (Degwin Sodo Zabi)
- Twelve Months (voz adicional)

### Videojuegos
- Bushido Blade (Hanzaki)
- Castlevania: Lament of Innocence (Rinaldo Gandolfi)
- Dragon Ball Z: Budokai 3 (Yi Xing Long)
- Dragon Ball Z: Budokai Tenkaichi 2 (Yi Xing Long)
- Final Fantasy XII (Emperor Gramis Gana Solidor)
- Mega Man ZX Advent (Master Thomas)
- Sonic and the Black Knight (King Arthur)
- Langrisser IV (Gizlof)
- Langrisser V (Gizlof)

### Tokusatsu
- Kamen Rider Stronger (General Shadow)
- OOO, Den-O, All Riders: Let's Go Kamen Riders (General Shadow)
- Ninja Sentai Kakuranger (Daimao)
- Seijū Sentai Gingaman (Captain Zahab)
- Hyakujū Sentai Gaoranger (Rasetsu, Lower Mouth)
- Tokusō Sentai Dekaranger (Doggy's master (44))
- Jūken Sentai Gekiranger (Maku)
- Tensō Sentai Goseiger: Epic on the Movie (Gyōten'ō of the Supernova))
- Ultraman Tiga (Sukuna-Oni (16))

### Otras series animadas
- Loca academia de Policía: la serie animada (Kingpin, Alcalde)

### Doblaje
- Harry Potter y las reliquias de la Muerte: parte 1 (Kreacher)
- Mutafakaz (Mr. K)
- Star Wars: Droids (Kleb Zellock)